# Lista de episódios de Adotada
Esta é a lista de episódios de Adotada, docu-reality de televisão brasileira que estreou na MTV (Brasil) em 9 de setembro de 2014.
O reality contou com quatro temporadas já finalizadas.

## Resumo
| Temporada | Temporada         | Episódios         | Exibição original      | Exibição original      |
| Temporada | Temporada         | Episódios         | Estreia da temporada   | Final da temporada     |
| --------- | ----------------- | ----------------- | ---------------------- | ---------------------- |
|           | 1                 | 13                | 9 de setembro de 2014  | 2 de dezembro de 2014  |
|           | 2                 | 12                | 12 de maio de 2015     | 28 de julho de 2015    |
|           | 3                 | 16                | 29 de março de 2016    | 2 de agosto de 2016    |
|           | Episódio especial | Episódio especial | 13 de dezembro de 2016 | 13 de dezembro de 2016 |
|           | 4                 | 13                | 11 de abril de 2017    | 18 de julho de 2017    |

## 1ª Temporada (2014)
| ## | #  | Título                  | Exibição original      | Código de produção |
| --- | -- | ----------------------- | ---------------------- | ------------------ |
| 1 | 1  | "Família Possa da Água" | 9 de setembro de 2014  | 101                |
| Mareu chega a uma casa dominada pelos homens. A mãe é a única mulher da casa e Mareu dá o seu jeito de trazer um tom feminino para toda a história e mostrar para a família quem realmente manda.                                          |    |                         |                        |                    |
| 2 | 2  | "Família Vieira"        | 16 de setembro de 2014 | 102                |
| No segundo episódio de Adotada, Mareu terá que viver com uma mãe ditadora e disputar a atenção da família com a irmã mais nova que é muito mimada. Como ela vai lidar com essa situação e alterar a dinâmica dessa família?                |    |                         |                        |                    |
| 3 | 3  | "Família AKL"           | 23 de setembro de 2014 | 103                |
| Mareu é adotada por uma família ligada nas artes. O pai é pintor, a mãe é dona de casa e as filhas vivem viajando pelo mundo. Ela percebe a desunião entre suas novas irmãs e propõe aulas de poledance para unir as meninas.              |    |                         |                        |                    |
| 4 | 4  | "Família Melo"          | 30 de setembro de 2014 | 104                |
| Mareu entra para a família Melo com um pé atrás, pois os amigos disseram que a família não gosta de gente magra. Além disso, um dos filhos da família é gay assumido, mas em casa os pais não entendem a condição do filho.                |    |                         |                        |                    |
| 5 | 5  | "Família Nery"          | 7 de outubro de 2014   | 105                |
| Mareu viaja para a Bahia e é adotada pela rainha do acarajé, porém descobre que a vida em Salvador não será nada fácil. A Adotada descobre o quê que a baiana tem e dá o seu toque fashion na barraca da famosa Tânia do Acarajé.          |    |                         |                        |                    |
| 6 | 6  | "Família Fagundes"      | 14 de outubro de 2014  | 106                |
| Maria Eugenia é adotada pela família Fagundes e nota a ausência de rotina familiar – não existe hora pra acordar, comer ou dormir. Ela se oferece como babá para que a família possa relaxar. Será que isso vai dar certo?                 |    |                         |                        |                    |
| 7 | 7  | "Família Galeno"        | 21 de outubro de 2014  | 107                |
| Maria Eugênia viaja para Ilha Bela e é adotada por uma espécie de guru xamânico. Na ilha, Mareu tem contato com os quatro elementos: terra, fogo, água e… bicharada. A Adotada participa de um ritual que mexe com suas emoções.           |    |                         |                        |                    |
| 8 | 8  | "Família Echeimberg"    | 28 de outubro de 2014  | 108                |
| Mareu chega a família Echeimberg e conhece seu irmão, Markus, lutador de MMA. Com o passar do tempo ela percebe o quanto ele é controlado pelos pais. Ela fará de tudo para liberar o novoirmão das asas protetoras dos pais.              |    |                         |                        |                    |
| 9 | 9  | "Família Rock"          | 4 de novembro de 2014  | 109                |
| Mareu é adotada por uma família que é puro rock'n'roll. Ela se arrisca na batera, se joga no show, mas quando propõe uma festa colorida… o clima fica pesado.                                                                              |    |                         |                        |                    |
| 10 | 10 | "Família Dexheimer"     | 11 de novembro de 2014 | 110                |
| Mareu vai ao Rio de Janeiro e é adotada por uma família totalmente saúde. Os pais são triatletas e os filhos praticam diversas atividades. Mareu não entra no ritmo e acaba irritando a mãe, causando uma reação inesperada: sua expulsão. |    |                         |                        |                    |
| 11 | 11 | "Família Valle"         | 18 de novembro de 2014 | 111                |
| Mareu chega na casa da família Valle e se depara com a acumuladora Suely e sua filha gótica, Morgana. Ela conhece os amigos e paqueras de Morgana em uma balada e leva uma caçamba na porta de casa para incentivar o desapego.            |    |                         |                        |                    |
| 12 | 12 | "Noivas do Cordeiro"    | 25 de novembro de 2014 | 112                |
| Mareu viaja para o interior de Minas Gerais e conhece a comunidade Noivas do Cordeiro. A Adotada vive a rotina de mulheres que pegam no pesado. Ela propõe um desfile fashion, transformando as noivas em modelos.                         |    |                         |                        |                    |
| 13 | 13 | "Família Teschner"      | 2 de dezembro de 2014  | 113                |
| Depois de ralar muito, Mareu conhece o verdadeiro luxo e sossego. Vivendo com uma família muito rica e com uma mãe que adora mordomias e conforto, ela experimenta um sabor diferente ao ser adotada.                                      |    |                         |                        |                    |

## 2ª Temporada (2015)
| ## | #  | Título                 | Exibição original   | Código de produção |
| --- | -- | ---------------------- | ------------------- | ------------------ |
| 14 | 1  | "Família Guglielmi"    | 12 de maio de 2015  | 201                |
| Mareu tentará ajudar Marcelo a receber o apoio dos pais para seguir com seus sonhos. |    |                        |                     |                    |
| 15 | 2  | "Família Salgueiro"    | 19 de maio de 2015  | 202                |
| Mareu encontra uma família com menos filtro do que ela e aprende a lidar com um pai da quebrada. |    |                        |                     |                    |
| 16 | 3  | "Família Olivieri"     | 26 de maio de 2015  | 203                |
| Adotada pelos Olivieri, Mareu enfrentará um pai preconceituoso e uma filha cheia de manias. |    |                        |                     |                    |
| 17 | 4  | "Família Crippa"       | 2 de junho de 2015  | 204                |
| Mareu desembarca no Ceará, mas não terá descanso na casa da família Crippa. |    |                        |                     |                    |
| 18 | 5  | "Família Basile"       | 9 de junho de 2015  | 205                |
| Mareu entra para o mundo cor de rosa da família Basile onde descobrirá uma família em pé de guerra. |    |                        |                     |                    |
| 19 | 6  | "Família Salatiel"     | 16 de junho de 2015 | 206                |
| A nova família de Mareu está pronta para derrubar o preconceito. |    |                        |                     |                    |
| 20 | 7  | "Família Bavaskar"     | 23 de junho de 2015 | 207                |
| Maria Eugênia vai aprender a viver mundos muito diferentes e enfrentar um pai implacável. |    |                        |                     |                    |
| 21 | 8  | "República de Modelos" | 30 de junho de 2015 | 208                |
| Maria Eugênia vai morar numa república de modelos com mais sete garotas. |    |                        |                     |                    |
| 22 | 9  | "Família Santina"      | 7 de julho de 2015  | 209                |
| Mareu vai parar numa casa de blogueiras famosas que acumulam milhões de seguidores na internet. |    |                        |                     |                    |
| 23 | 10 | "Família Bernardini"   | 14 de julho de 2015 | 210                |
| Na sua nova família a adotada vai aprender a viver com seis irmãos de idades variadas e tentar sobreviver aos seus temperamentos diferentes.                                                              |    |                        |                     |                    |
| 24 | 11 | "Família Torquato"     | 21 de julho de 2015 | 211                |
| Maria Eugênia vai trocar a vida agitada de São Paulo pela tranquilidade da roça e morar com uma família que respira música sertaneja.                                                                     |    |                        |                     |                    |
| 25 | 12 | "Família Perestrello"  | 28 de julho de 2015 | 212                |
| Maria Eugenia é adotada por extravagantes moradores da zona sul carioca. Sua missão será desmistificar os atritos e fofocas entre irmãos e cunhada, num jantar de reconciliação. Será que ela conseguirá? |    |                        |                     |                    |

## 3ª Temporada (2016)
| ## | #  | Título                | Exibição original   | Código de produção |
| --- | -- | --------------------- | ------------------- | ------------------ |
| 26 | 1  | "Família Daniotti"    | 29 de março de 2016 | 301                |
| Adotada pelos Daniotti, Mareu vai viver o climão de uma família com muita coisa embaixo do tapete. |    |                       |                     |                    |
| 27 | 2  | "Família Labat"       | 5 de abril de 2016  | 302                |
| Mareu é adotada por uma família onde os pais são fisiculturistas e as irmãs são mimadas e rebeldes sem causa. |    |                       |                     |                    |
| 28 | 3  | "Família Reis"        | 12 de abril de 2016 | 303                |
| Mareu é adotada por uma família que curte muita bebedeira, churrasco e pôquer. |    |                       |                     |                    |
| 29 | 4  | "Família Fernandes"   | 19 de abril de 2016 | 304                |
| Mareu encara um padrasto machista e acaba criando um problema na casa ao tentar realizar um sonho da matriarca da família. |    |                       |                     |                    |
| 30 | 5  | "Família Borges"      | 26 de abril de 2016 | 305                |
| Mareu vive uma semana intensa e cheia de atritos em uma família que desconfia que um dos filhos seja bissexual. |    |                       |                     |                    |
| 31 | 6  | "Família Souza"       | 10 de maio de 2016  | 306                |
| Após curtir uma noitada sertaneja com os novos irmãos, Mareu descobre que a diversão da matriarca dos Souza é trocar pornografia pelo celular.                                                                                     |    |                       |                     |                    |
| 32 | 7  | "Família Gouveia"     | 17 de maio de 2016  | 307                |
| Mareu é adotada pela família Gouveia, capitaneada pela excêntrica e baladeira mãe, Anamélia. E ao lado de Mareu, Anamélia vai conhecer melhor o universo das filhas, Amanda e Vitória, sem jamais deixar de se divertir.           |    |                       |                     |                    |
| 33 | 8  | "Meninas do Brooklin" | 31 de maio de 2016  | 308                |
| Mareu vai morar em uma república com seis meninas ligadas em moda. Glenda, a diferentona, é acusada de ser a responsável pela zona da casa. Mareu propõe uma visita à 25 de março para deixar todos os problemas de lado.          |    |                       |                     |                    |
| 34 | 9  | "Família Nunes"       | 7 de junho de 2016  | 309                |
| Mareu é adotada por uma família de pais separados que moram na mesma casa. Ela vai tentar realizar o sonho de Ana Laura, filha do casal, de ver os pais vivendo em harmonia e com liberdade de se relacionarem com outras pessoas. |    |                       |                     |                    |
| 35 | 10 | "Família Vaz"         | 14 de junho de 2016 | 310                |
| Mareu vai tentar jogar um pouco de cor e charme em uma família composta quase exclusivamente por cuecas. Lá ela conhece a tímida Lia, Geleia e sua risada de vilão e os meninos nerds Pedro e Lucas.                               |    |                       |                     |                    |
| 36 | 11 | "Família Paulo"       | 21 de junho de 2016 | 311                |
| Mareu é adotada por uma família de balonistas, liderada por Chico do Balão e Ana, a administradora do negócio. Juntos eles levam a Adotada para viver o dia a dia de uma Família inteira dedicada a um único objetivo: voar.       |    |                       |                     |                    |
| 37 | 12 | "Família Duarte"      | 28 de junho de 2016 | 312                |
| Em uma mistura maravilhosa de pessoas, Leo, Bardo, Aline e Fada formam uma família nada convencional onde o lema é amor livre. Com muita pegação eles vão mostar para Mareu que não são uma tradicional Família brasileira.        |    |                       |                     |                    |
| 38 | 13 | "Família Rossi"       | 5 de julho de 2016  | 313                |
| Mareu é adotada por uma família circense, onde o medo inicial de palhaços de Mareu se transforma em risadas e bons momentos ao lado da família Rossi, que no final fazem uma apresentação linda com direito a choro e emoção.      |    |                       |                     |                    |
| 39 | 14 | "Família Coutinho"    | 19 de julho de 2016 | 314                |
| Mareu encontra uma família inusitada onde os pais, Cris e Renato, são ativistas e amantes dos animais fazendo com que a nossa Maria Eugênia conviva com 10 cachorros, 2 gatos e atémesmo uma porca com nada menos que 200 quilos.  |    |                       |                     |                    |
| 40 | 15 | "Família Foit"        | 26 de julho de 2016 | 315                |
| Mareu é adotada por uma família do Rio de Janeiro. Lá, ela conhece Paula Andressa, sua nova irmã, que vive desafiando as regras do pai, um militar com cara de poucos amigos.                                                      |    |                       |                     |                    |
| 41 | 16 | "Melhores Momentos"   | 2 de agosto de 2016 | 316                |
| No último episódio de Adotada, Mareu e Nilo assistem e recordam os melhores momentos da temporada. Tem lista de melhores figurinos, maquiagens, maiores tretas, micos e muito mais! Uma coletânea cheia de hits, pra rir e chorar! |    |                       |                     |                    |

## Especial (2016)
| ## | # | Título            | Exibição original      |
| --- | - | ----------------- | ---------------------- |
| 42 | - | "Família Ravasio" | 13 de dezembro de 2016 |
| Como parte da programação especial de final de ano da MTV, Mareu gravou um episódio extra. Mareu chega na casa de três mulheres e é surpreendida pelos empreendimentos do lugar: um cabeleireiro no térreo e uma loja de fantasia no andar de cima onde Mareu escolhe looks para uma noite de jogos entre amigos. |   |                   |                        |

## 4ª Temporada (2017)
| ## | #  | Título                | Exibição original   | Código de produção |
| --- | -- | --------------------- | ------------------- | ------------------ |
| 43 | 1  | "Família Muniz"       | 11 de abril de 2017 | 401                |
| Vivendo em uma casa de escoteiros em João Pessoa, Mareu enfrenta o medo de acampar e encara uma aula de saltos ornamentais com a Família Muniz. Mas esses com certeza não são os únicos desafios que ela encontrará por lá.         |    |                       |                     |                    |
| 44 | 2  | "Família Paim"        | 18 de abril de 2017 | 402                |
| Mareu embarca para o Acre e é surpreendida por uma família ligada a moda. Ela até visita um seringal para conhecer a matéria prima utilizada nas criações de Manoela, a nova irmã da Adotada.                                       |    |                       |                     |                    |
| 45 | 3  | "Casa Atores"         | 25 de abril de 2017 | 403                |
| Mareu vai bater de frente com seus próprios medos e preconceitos convivendo numa família de atores que tentarão mostrar para Mareu como o teatro, a música e a dança podem tornar a vida muito mais interessante.                   |    |                       |                     |                    |
| 46 | 4  | "Família Baraldi"     | 2 de maio de 2017   | 404                |
| Mareu é adotada por uma mãe focada em controlar a vida da filha pequena que sonha em ser famosa e também das outras três jovens agregadas da família. A Adotada tentará mostrar que existem formas mais leves de seguir a vida.     |    |                       |                     |                    |
| 47 | 5  | "Família Leão"        | 9 de maio de 2017   | 405                |
| A natureza e a arte permeiam a vida da família Leão em todos os aspectos. Entre aulas de música, dança e natureza, Mareu vai viver muitas emoções ao lado dessa família e conhecer uma nova forma de celebrar a vida.               |    |                       |                     |                    |
| 48 | 6  | "Família Silva"       | 16 de maio de 2017  | 406                |
| Mareu vai parar no Vidigal, comunidade com uma das melhores vistas do Rio de Janeiro. Em meio a um pai, uma mãe, uma madrasta e filhos de três mães diferentes, Mareu vai conhecer um jeito divertido e desapegado de levar a vida. |    |                       |                     |                    |
| 49 | 7  | "Família Crummenauer" | 23 de maio de 2017  | 407                |
| A família Crummenauer vai mostrar que Curitiba pode ser tão bonita quanto radical. Através da história de Telma, dona de casa e mãe de 3 filhos, Mareu vai conhecer os caminhos que podem ser seguidos em cima de uma motocicleta.  |    |                       |                     |                    |
| 50 | 8  | "Família Manas"       | 30 de maio de 2017  | 408                |
| Cinco amigas que moram juntas adotam Mareu e agora ela vai ter que colocar a mão na massa para acompanhar a rotina dessas mulheres cheias de atitude.                                                                               |    |                       |                     |                    |
| 51 | 9  | "Família Lima"        | 13 de junho de 2017 | 409                |
| Mareu é adotada pela simpática família de Iago, um transgênero em transição cheio de disposição para enfrentar os desafios e preconceitos dessa nova fase.                                                                          |    |                       |                     |                    |
| 52 | 10 | "Família Queiroz"     | 20 de junho de 2017 | 410                |
| Em São Paulo Mareu é adotada pela família Queiroz, uma família que vive em desarmonia, já que o pai não compreende as filhas e vice versa.                                                                                          |    |                       |                     |                    |
| 53 | 11 | "Família Xavier"      | 4 de julho de 2017  | 411                |
| A unida e alegre família Xavier de Santo André adota Mareu para uma estadia regada a rock, tatuagens e hambúrgueres artesanais. |    |                       |                     |                    |
| 54 | 12 | "Família Minassiam"   | 11 de julho de 2017 | 412                |
| A simpática família de um tradicional peixeiro de Osasco adota Mareu que terá a missão de ajudá-los a quebrar a rotina e o stress para curtirem mais a vida em família.                                                             |    |                       |                     |                    |
| 55 | 13 | "Família Suconic"     | 18 de julho de 2017 | 413                |
| Mareu é surpreendida ao ser adotada por sua família verdadeira e vai viver grandes emoções no reencontro que finaliza esse ciclo.                                                                                                   |    |                       |                     |                    |